# 4998 Kabashima
4998 Kabashima eller 1986 VG är en asteroid i huvudbältet som upptäcktes den 5 november 1986 av de båda japanska astronomerna Takeshi Urata och Kenzo Suzuki i Toyota. Den är uppkallad efter den japanske amatörastronomen Fujio Kabashima.
Asteroiden har en diameter på ungefär 15 kilometer och den tillhör asteroidgruppen Eos.